# Takson parafiletyczny

Gady (Reptilia) to takson parafiletyczny. By stał się monofiletyczny, trzeba by włączyć ptaki (Aves).

Takson parafiletyczny (grupa parafiletyczna) – takson, który obejmuje tylko część potomków ostatniego wspólnego przodka. Istnienie taksonów parafiletycznych wynika po części z niedoskonałości metod stosowanych dotychczas przez naukowców, a częściowo także z przyzwyczajenia i tradycji pewnych kręgów. Taksony te określane są mianem sztucznych (podobnie jak i polifiletyczne) w odróżnieniu od naturalnych taksonów monofiletycznych.
Taksonami parafiletycznymi są np. protisty, które pochodzą od jednego wspólnego przodka, ale nie stanowią całej gałęzi drzewa ewolucyjnego. Protisty pochodzą od jednego wspólnego przodka, ale jest on także przodkiem roślin, grzybów i zwierząt. Taksonem parafiletycznym są też zielenice, bo nie obejmują roślin lądowych, czy gady, bo nie obejmują ptaków.
Grupę parafiletyczną nazywa się gradem (z łac. gradus „stopień”).